# Memoria (pel·lícula)
Memoria és una pel·lícula dramàtica de 2021 coproduïda internacionalment, escrita i dirigida per Apichatpong Weerasethakul. És protagonitzada per Tilda Swinton, Elkin Díaz, Jeanne Balibar, Juan Pablo Urrego, Agnes Brekke i Daniel Giménez Cacho.
Es va estrenar al 74è Festival Internacional de Cinema de Canes el 15 de juliol de 2021 i va tenir una estrena molt limitada als Estats Units a partir del 26 de desembre de 2021. Va ser seleccionada com a entrada colombiana per l'Oscar a la millor pel·lícula de parla no anglesa als Premis Oscar de 2021, tot i que no va ser nominat.

## Trama
En descriure la trama de Memoria en la seva ressenya de cinc estrelles, Peter Bradshaw de The Guardian va escriure: "Swinton interpreta Jessica, una anglesa expatriada que viu en Medellín i dirigeix un negoci de jardineria comercial que ven flors; està en Bogotà visitant a la seva germana Karen i al seu espòs, Juan, perquè Karen està malalta a l'hospital amb una misteriosa afecció respiratòria. Una nit, Jessica es desperta d'un somni per un estrany esclat o boom sònic. Què està passant?

## Repartiment
- Tilda Swinton com Jessica Holland
- Elkin Díaz com Hernán Bedoya mayor
- Jeanne Balibar com Agnes Cerkinsky
- Juan Pablo Urrego com el jove Hernán Bedoya
- Daniel Giménez Cacho com Juan Ospina
- Agnes Brekke com Karen Holland
- Jerónimo Barón com Mateo Ospina
- Constanza Guitérrez com la Dra. Constanza

## Producció
Al març de 2018, es va anunciar que Tilda Swinton s'havia unit al ventall de la pel·lícula, amb Apichatpong Weerasethakul dirigint un guió que ell mateix va escriure. L'agost de 2019 es van unir al ventall de la pel·lícula Jeanne Balibar, Daniel Giménez Cacho, Juan Pablo Urrego i Elkin Díaz.
La fotografia principal va començar l'agost de 2019, a Colòmbia.

## Estrena
El novembre de 2019, NEON va adquirir els drets de distribució de la pel·lícula. Es va estrenar al Festival de Cinema de Canes el 15 de juliol de 2021.

## Recepció

### Taquilla
La pel·lícula es va estrenar en una sala als Estats Units i al Canadà. Va guanyar 6.797 $ el cap de setmana d'obertura i 18.122 $ en el segon.

### Crítica
Memoriava rebre el reconeixement de la crítica. Al lloc web de l'agregador de ressenyes Rotten Tomatoes, té una puntuació del 89% a partir de 130 ressenyes, amb una puntuació mitjana de 8,1/10. El consens diu: "Memoria troba l'escriptor i director Apichatpong Weerasethakul ramificant-se al cinema en anglès sense abandonar el seu propi vocabulari cinematogràfic líric." Metacritic informa d'una puntuació de 91, basada en 34 ressenyes, indicant "aclamació universal".

## Premis
| Any  | Premi                                         | Categoria           | Receptor(s) | Resultat  | Ref.   |
| ---- | --------------------------------------------- | ------------------- | ----------- | --------- | ------ |
| 2021 | 74è Festival Internacional de Cinema de Canes | Premi del Jurat     | Memoria     | Guanyador | [ 12 ] |
| 2021 | Festival Internacional de Cinema de Chicago   | Hugo d'Or           | Memoria     | Guanyador | [ 13 ] |
| 2021 | London Film Critics Circle Awards 2021        | Pel·lícula de l'Any | Memoria     | Nominat   | [ 14 ] |
| 2021 | IX edició dels Premis Platino                 | Millor so           | Memoria     | Guanyador | [ 15 ] |